# 1-metilpiperidina
La 1-metilpiperidina o N-metilpiperidina es un compuesto orgánico de fórmula molecular C6H13N. Su estructura química es igual a la de la piperidina pero con un grupo metilo unido al nitrógeno del heterociclo.

## Características físicas y químicas
A temperatura ambiente, la 1-metilpiperidina es un líquido incoloro que, como casi todas las piperidinas, desprende un olor a pimienta.
Tiene su punto de ebullición a 105 °C y su punto de fusión a -50 °C, este último valor sensiblemente inferior al de pipecolinas como 2-pipecolina y 4-pipecolina.
Menos densa que el agua (ρ = 0,816 g/cm³), es soluble en ésta, en proporción aproximada de 92 g/L. El valor del logaritmo de su coeficiente de reparto, logP = 1,32, indica una solubilidad mayor en disolventes apolares que en disolventes polares.
Es un compuesto básico que, en disolución acuosa, tiene pH 12 - 13. Es incompatible con ácidos, anhídridos de ácidos, cloruros de ácidos y dióxido de carbono.

## Síntesis y usos
La 1-metilpiperidina puede ser sintetizada por metilación reductora de piperidina con formaldehído acuoso y zinc.
También a partir de piperidina, pero con metanol, se obtiene esta metilamina en un proceso catalizado por un complejo de rutenio(II).
Otra forma de síntesis de la 1-metilpiperidina es haciendo reaccionar pentano-1,5-diol y metilamina en presencia de hidróxido de potasio y un catalizador con cobre.
Una distinta alternativa de síntesis consiste en la preparación de esta metilamina cíclica partiendo de 5-aminopentanol y metanol, reacción que se lleva a cabo a 200 °C en presencia de un catalizador de cobre y aluminio.
Como reactivo, la 1-metilpiperidina se emplea para la activación de los enlaces C-H sp3 con catalizador de rutenio(II) y alquilación C(3) de aminas cíclicas. También en la síntesis de ácidos Z-cinnámicos.
Asimismo, esta amina se emplea para sintetizar ureas no simétricas, sales de imidazolio, pirrolidinio y piperidinio con actividad antibacteriana, y el segmento C1-C16 de la goniodomina A a través de acoplamiento tioéster organoestannano catalizado por paladio.
Por otra parte, se han sintetizado y estudiado complejos de transferencia de carga derivados de esta amina, formados por la reacción de 1-metilpiperidina con aceptores sigma y pi.
La 1-metilpiperidina puede usarse para la formación de sales cuaternarias de amonio, utilizadas a su vez en la síntesis de zeolitas, materiales muy demandados como adsorbentes y catalizadores.

## Precauciones
La 1-metilpiperidina es un compuesto combustible —como líquido y como gas— cuyo punto de inflamabilidad es 3 °C. Su temperatura de autoignición es 205 °C. Sus vapores pueden formar mezclas explosivas con el aire.
Es una sustancia tóxica si se ingiere o inhala y sus vapores pueden provocar mareos o sofocos. Además, su contacto puede ocasionar quemaduras severas en la piel y en los ojos.